# Ligne de Strasbourg-Ville à Saint-Louis
La ligne de Strasbourg-Ville à Saint-Louis (Bâle), parfois appelée « ligne de Strasbourg à Bâle » ou « ligne de la plaine d'Alsace », est une ligne ferroviaire française du Bas-Rhin et du Haut-Rhin. Elle relie les gares de Strasbourg-Ville et de Saint-Louis et se poursuit jusqu'à Bâle, en Suisse. Elle dessert notamment Colmar et Mulhouse. La courte section après la frontière franco-suisse est exploitée par la SNCF.
Elle est mise en service par tronçons de 1840 à 1844, par la Compagnie du chemin de fer de Strasbourg à Bâle. Bien que datant des premiers temps du chemin de fer, elle dispose de caractéristiques très modernes comme l'absence totale de passage à niveau et un tracé comportant de longues sections rectilignes qui permet d'atteindre des vitesses élevées, en particulier entre Strasbourg et Mulhouse.
Elle constitue la ligne no 115 000 du réseau ferré national.
Dans l'ancienne nomenclature de la région Est de la SNCF, elle était numérotée « ligne 3 », plus précisément désignée en tant que section de la « ligne (Luxembourg) Zoufftgen - Bâle » (les lignes de Réding à Metz-Ville et de Metz-Ville à Zoufftgen étant numérotées « ligne 3 Nord »).

## Histoire
La ligne est concédée à Messieurs Nicolas Koechlin et frères par une loi du 6 mars 1838.
Dès sa création en 1839, la ligne a été conçue à double voie. Après l'annexion de 1870, elle a été intégrée au réseau de la Kaiserliche Generaldirektion der Eisenbahnen in Elsaß-Lothringen et sa circulation est depuis restée à droite comme pour le reste du réseau ferroviaire d'Alsace-Lorraine qui y avait été converti. Il a été envisagé lors de sa jonction avec la ligne de Paris à Strasbourg de la basculer en circulation à gauche mais cela n'a pas été fait.
Les étapes de l'ouverture de la ligne sont les suivantes :
- le 22 août 1841, ouverture à l'exploitation de la ligne de Strasbourg (Koenigshoffen) à Saint-Louis par la Compagnie du chemin de fer de Strasbourg à Bâle[5] ;
- le 15 juin 1844 (dans une gare provisoire) puis le 11 décembre 1845, arrivée du chemin de fer à Bâle-ville. Il s'agit de la toute première ligne ferroviaire à desservir la Suisse[5] ;
- le 11 juillet 1846, arrivée du chemin de fer à Strasbourg-ville.

Une convention passée le 17 août 1853, entre le ministre des Travaux publics et la compagnie du chemin de fer de Paris à Strasbourg, prévoit la subrogation de la compagnie Paris à Strasbourg à celle de Strasbourg à Bâle. Cette convention est approuvée par un décret impérial à la même date.
Le 16 janvier 1854, la Compagnie du chemin de fer de Paris à Strasbourg devient la Compagnie des chemins de fer de l'Est, dont les statuts sont approuvés le 21 janvier 1854.
Une convention signée entre le ministre des Travaux publics et la compagnie des chemins de fer de l'Est, le 20 avril 1854, approuve la fusion de compagnie du chemin de fer de Strasbourg à Bâle avec la compagnie des chemins de fer de l'Est. Cette convention est approuvée par décret impérial à la même date.
Depuis l'ouverture de la ligne, de nombreux trains de prestige se sont succédé sur cet itinéraire :
- le 2 juin 1957, création du TEE « L'Arbalète », entre Paris-Est et Zurich via Troyes, Mulhouse et Bâle ;
- le 26 mai 1974, création du TEE « Iris », entre Bruxelles-Midi et Zurich via Luxembourg, Strasbourg, Mulhouse et Bâle ;
- le 30 mai 1981, dernier jour de circulation du TEE « Iris », entre Bruxelles-Midi et Zurich via Metz, Mulhouse et Bâle, remplacé le lendemain par un train EC comportant les 2 classes ;
- le 26 mai 1979, dernier jour de circulation du TEE « L'Arbalète », entre Paris-Est et Zurich, via Mulhouse et Bâle ;
- le 10 juin 2007, mise en service de la 1re section de la LGV Est européenne, entre Vaires-sur-Marne (en banlieue de Paris) et Baudrecourt (en Moselle). Sur la ligne Strasbourg – Bâle, cela se traduit par la circulation de TGV en provenance ou à destination de Colmar (voire Zurich — pour les liaisons Lyria — jusqu'en décembre 2011 et l'ouverture de la LGV Rhin-Rhône ; depuis, cette dernière destination ne nécessite que l'emploi de la section comprise entre Mulhouse et la Suisse) ;
- 2 avril 2016, dernier jour de circulation des EuroCity « Iris » et « Vauban » entre Bruxelles, Luxembourg, Strasbourg et Bâle.

La ligne a été électrifiée de Strasbourg à Saint-Louis en 25 kV – 50 Hz, le 2 juin 1957. Le 26 octobre de la même année, le tronçon Saint-Louis – Bâle était électrifié lui aussi en 25 kV – 50 Hz, avec la mise en service de voies commutables 25 kV – 50 Hz / 15 kV – 16,66 Hz (modifié ultérieurement en 16,7 Hz) en gare de Bâle.
En 1972, la SNCF réalise des essais à grande vitesse entre Strasbourg et Mulhouse, avec le TGV 001 : les 240 km/h sont atteints en mai. Puis, de 1978 à 1980, les deux rames TGV Sud-Est de présérie (nos 01 et 02, surnommées « Patrick » et « Sophie »), sont testées entre Strasbourg et Colmar, où des éléments de signalisation de LGV ont été installés : les 260 km/h (soit la vitesse d'exploitation commerciale prévue à la mise en service de la LGV Sud-Est, alors en construction) sont atteints, notamment avec la traversée de la gare de Sélestat à cette vitesse.
Entre 2007 et 2009, une troisième voie a été posée sur 16,6 kilomètres, entre les gares de Fegersheim et de Benfeld. Il s'agit en fait de deux tronçons de dépassement longs installés de part et d'autre de la gare d'Erstein. Entre Fegersheim et Erstein, la voie d'une longueur de 9,5 kilomètres permet aux trains en direction de Strasbourg de se dépasser. Entre Erstein et Benfeld, la nouvelle voie de 7,1 kilomètres permet le dépassement des trains en direction de Sélestat et Mulhouse. Les travaux, d'un montant de 93 millions d'euros, ont été financés dans le cadre du contrat de Projets 2007-2013 par l'État (32 %), la région Alsace (54 %) et Réseau ferré de France (14 %). Ils ont été inaugurés le 12 décembre 2009.
Dans le cadre des corridors européens de fret ferroviaire, la ligne dispose depuis 2022 de la signalisation ETCS 1, qui permet une meilleure interopérabilité entre les pays. Cette signalisation aurait à l'origine dû être installée pour 2018.

## Caractéristiques

### Équipements et signalisation
À l'image de toutes les lignes de la région, la ligne était autrefois dotée de la signalisation mécanique Alsace-Lorraine (BAMU), d'une conception assez proche de la signalisation allemande.
À la suite de la mise en service du TER 200 au début des années 1990, la signalisation a dû être modernisée pour permettre la circulation à 200 km/h (puis 220 km/h pour les TGV). Ainsi, la SNCF, avec l'aide de la région Alsace, a installé une signalisation de type block automatique lumineux (BAL) avec la pré-annonce par le KVB (nécessaire pour la circulation au-dessus de 160 km/h).
Toujours dans le dessein d'améliorer la fiabilité et la flexibilité du service, des installations permanentes de contre-sens (IPCS) sont disposées aux endroits stratégiques de la ligne. En effet, si le sens conventionnel de circulation est bien à droite dans cette région (à gauche dans les autres régions de France), il arrive régulièrement que les trains circulent à gauche en raison de travaux en cours ou d'un incident sur la ligne.
Le trafic voyageurs étant en augmentation constante et les trains de fret demeurant nombreux, la capacité de la ligne atteint ses limites, et Réseau ferré de France (le gestionnaire de l'infrastructure de 1997 à fin 2014) a décidé, avec les collectivités locales, d'ajouter une troisième voie entre Fegersheim et Benfeld, soit 16 kilomètres.
La ligne fait partie du Corridor européen C (Anvers – Bâle / Lyon) et est équipée de l'ETCS niveau 1 depuis 2022.

### Gares
Les six gares les plus importantes, qui sont desservies par la totalité des TER (notamment les TER 200), sont :
- Strasbourg-Ville ;
- Sélestat ;
- Colmar ;
- Mulhouse-Ville ;
- Saint-Louis (Haut-Rhin) ;
- dans le prolongement de la ligne, le service TER va jusqu'à la gare de Bâle SNCF, qui est une annexe de la gare de Bâle CFF.

### Vitesses limites
En 2012, la vitesse limite autorisée, pour les TGV sur la voie 1, est de 130 km/h entre Strasbourg-Ville et le PK 4,0, de 220 km/h jusqu'à Richwiller (excepté la traversée de la gare de Colmar, où elle est de 200 km/h), puis de 200 km/h jusqu'à Mulhouse-Ville. De Mulhouse-Ville au PK 112,0, elle se limite à 130 km/h, puis 160 km/h jusqu'au PK 114,8, atteint 200 km/h jusqu'au PK 133,6, avant de se réduire à 160 km/h jusqu'à Saint-Louis et enfin à 130 km/h jusqu'à la frontière suisse (PK 136,9).
La vitesse est limitée à 120 km/h sur la voie 1 ter, pour tous les types de trains de voyageurs, du PK 20,4 au PK 27,4.

## Trafic

### Voyageurs
La ligne est parcourue par :
- des TGV radiaux en provenance de Paris-Est et à destination de Colmar, via la LGV Est européenne et Strasbourg ;
- des TGV Lyria en provenance de Paris-Gare-de-Lyon et à destination de la Suisse (relations passant par Bâle), via la LGV Rhin-Rhône et Mulhouse ;
- des TGV intersecteurs en provenance de Francfort-sur-le-Main, Luxembourg, Metz, Nancy ou Strasbourg, et à destination de Lyon, Montpellier, Marseille ou Nice ;
- des TER 200, circulant jusqu'à 200 km/h, entre Strasbourg et Bâle. De plus, circulent des TER Grand Est omnibus entre ses principales gares intermédiaires.

La relation TER Strasbourg – Bâle transporte quotidiennement 30 000 voyageurs. Par ailleurs, la ligne fait partie des 27 % du réseau ferré national sur lesquels se concentre 80 % du trafic voyageurs.

### Fret
Un intense trafic de marchandises s'est également développé, assuré par Hexafret, la Deutsche Bahn (en collaboration avec la SNCF) ou des opérateurs privés.

### Page annexe
- Schéma de la ligne de Strasbourg-Ville à Saint-Louis